# Radziwiłł

Lo stemma della famiglia Radziwiłł

La famiglia Radziwiłł (secondo la grafia polacca, in lituano Radvila, in bielorusso Радзівіл, Radzivił, in latino Radvil) è una famiglia dell'alta nobiltà lituana che occupò un ruolo di rilievo prima nel Granducato di Lituania e poi nella Confederazione polacco-lituana.

## Storia

### Origini

Lo stemma del Casato degli Astikai

Recenti ricerche sembrano suggerire che la famiglia Radziwiłł discenda da boiardi lituani, che avanzarono notevolmente di posizione sociale nel corso del XV secolo. Essi discendevano dall'antica famiglia lituana Astikai, che aveva possedimenti vicino alla città di Kernavė. Un avo della famiglia Radziwiłł è stato Radvila Astikas, un nobile lituano.

### Ascesa

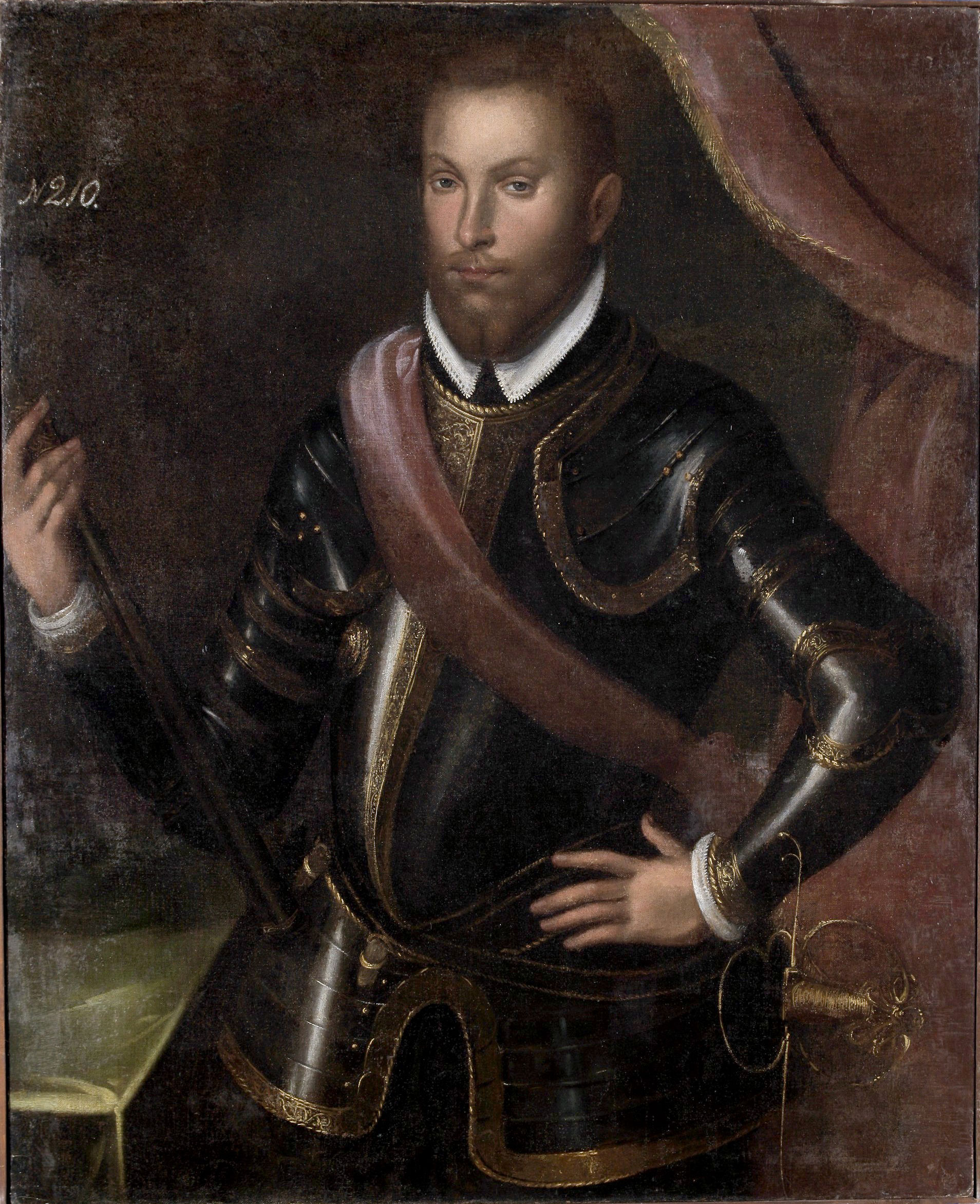
Jan Radziwill, membro quattrocentesco di Casa Radziwill, in un ritratto postumo

La famiglia Radziwiłł mantenne la sua importanza e lo status di szlachta per più di cinque secoli. Essa acquistò e mantenne grande importanza e influenza dal XV-XVI secolo fino agli inizi della seconda guerra mondiale nel 1939. Dalla famiglia sono scaturiti numerosi uomini politici, comandanti militari, uomini ecclesiastici, benefattori e imprenditori che hanno avuto un notevole impatto nella storia e nella cultura della Polonia, della Bielorussia, della Lituania e dell'Europa in generale. E cosa certa che i Radziwill ebbero influenza e potere pari alle famiglie Reali. Basti pensare che ebbero il possesso di 23 tra castelli e palazzi, 426 tra grandi e piccole città, 2032 tenute, e 10053 villaggi. Le proprietà della famiglia avevano un'estensione pari a 27.000 km quadrati che corrispondono a 2.700.000 ettari (poco meno del Belgio).

### XVI secolo

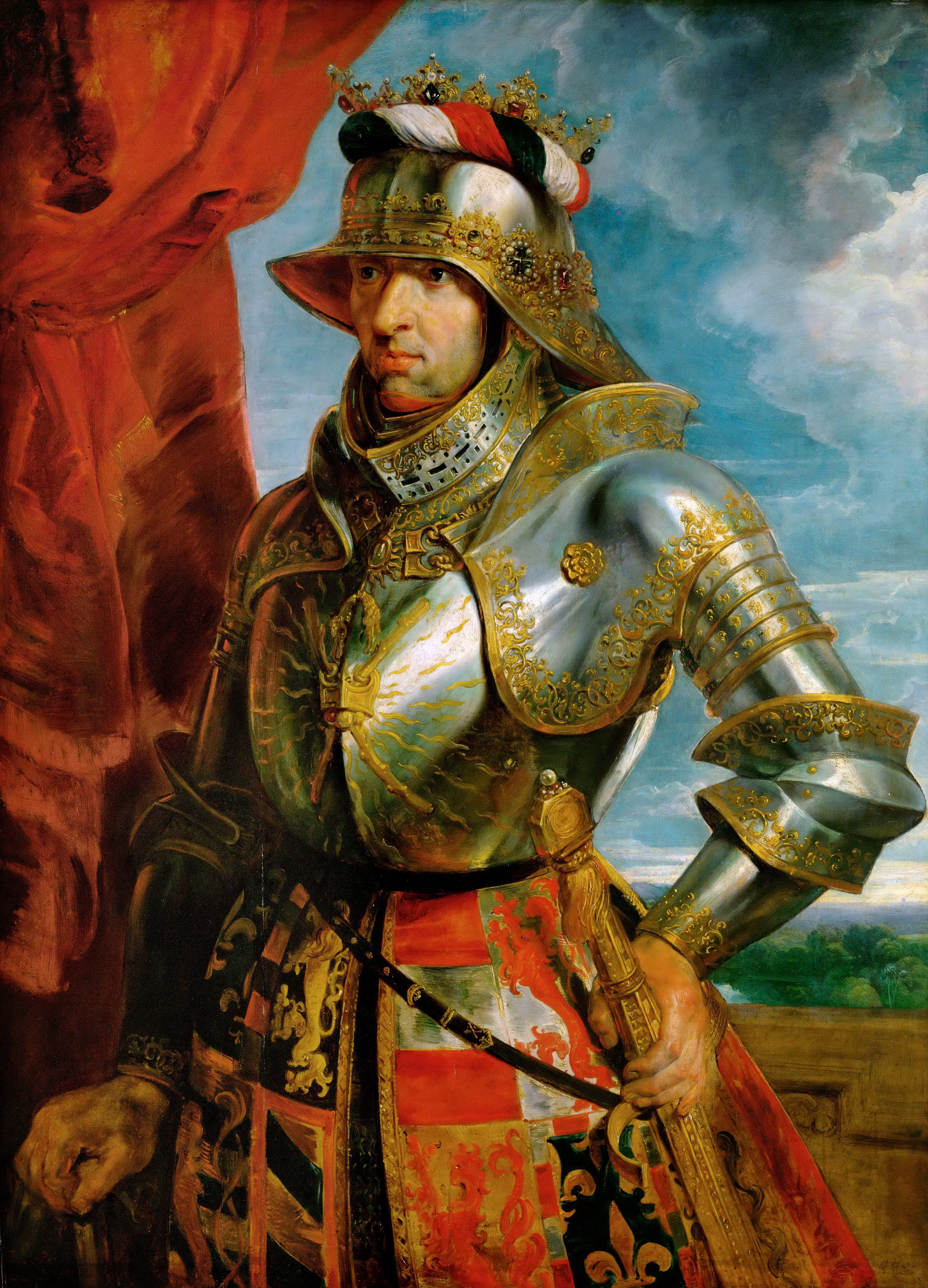
Ritratto di Massimiliano I in armatura, dipinto immaginario di Rubens.

La famiglia Radziwiłł raggiunse l'apice della sua importanza e del suo potere nel periodo della Confederazione polacco-lituana, nel XVI secolo. Essi ricevettero il titolo di Reichsfürst (principi dell'Impero) da Massimiliano I, Imperatore del Sacro Romano Impero, nel 1515. Questo titolo era assolutamente insolito fra gli szlachta.

### XVII secolo

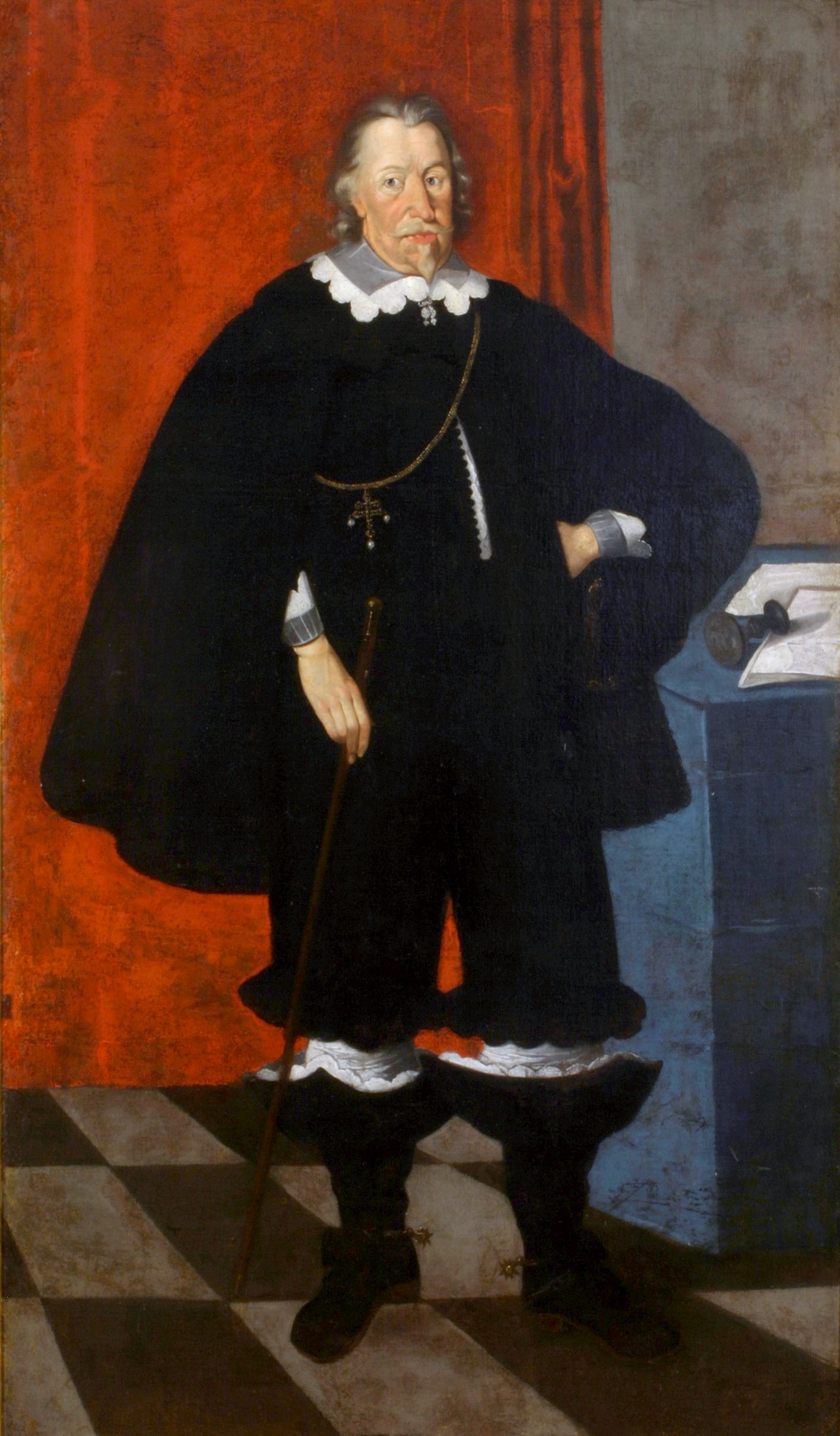
Ritratto del principe Albert Stanislaw Radziwiłł, 1640

Il ramo della famiglia detto Biržai-Dubingiai aveva la sua sede nel Castello di Dubingiai e, dalla seconda metà del XVII secolo, nel Castello di Biržai (entrambi situati nell'odierna Lituania). Questo ramo si estinse con la morte di Ludwika Karolina Radziwiłł nel 1695.

### Epoca recente

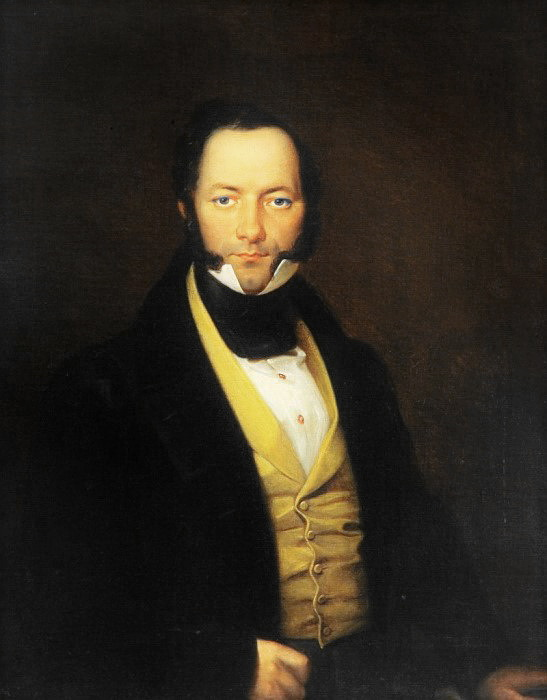
Aleksander Dominik Radziwiłł nel 1836

Dal XVIII secolo tutti i Radziwiłł sono discendenti del ramo detto Nieśwież-Ołyka, che aveva la sua residenza principale al Castello di Njas'viž, nell'odierna Bielorussia.

## Stemma e motto

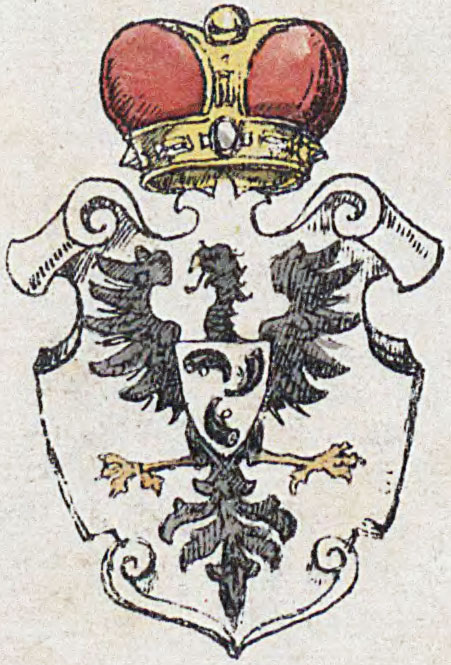
Armi di Casa Radziwiłł

Lo stemma della famiglia Radziwiłł era completato dal motto: Bóg nam radzi che tradotto significa Il Signore è il nostro consiglio o meglio Dio ci Illumina.